# Erwin Leurink
Erwin Leurink (Deventer, 29 augustus 1972) is een Nederlands voormalig voetballer die tijdens zijn profcarriere uitkwam voor FC Twente, Heracles Almelo en FC Emmen. Na het seizoen 2004/2005 stopte hij met betaald voetbal en ging hij spelen voor Excelsior '31. Leurink werd daarna trainer in het amateurvoetbal. In de jeugd speelde hij voor sv Holten.

## Clubstatistieken
| Seizoen | Club            | Competitie     | Competitie | Competitie | Beker | Beker | Internationaal | Internationaal | Totaal | Totaal |
| Seizoen | Club            | Competitie     | Wed.       | Dlp.       | Wed.  | Dlp.  | Wed.           | Dlp.           | Wed.   | Dlp.   |
| ------- | --------------- | -------------- | ---------- | ---------- | ----- | ----- | -------------- | -------------- | ------ | ------ |
| 2004/05 | Heracles Almelo | Eerste divisie | 13         | 0          | 0     | 0     | —              | —              | 13     | 0      |
| 2003/04 | Heracles Almelo | Eerste divisie | 32         | 1          | 2     | 0     | —              | —              | 34     | 1      |
| 2002/03 | Heracles Almelo | Eerste divisie | 23         | 1          | 0     | 0     | —              | —              | 23     | 1      |
| 1999/00 | Heracles Almelo | Eerste divisie | 13         | 0          | 3     | 0     | —              | —              | 16     | 0      |
| 1998/99 | Heracles Almelo | Eerste divisie | 11         | 0          | 0     | 0     | —              | —              | 11     | 0      |
| 1998/99 | FC Emmen        | Eerste divisie | 16         | 0          | 1     | 0     | —              | —              | 17     | 0      |
| 1997/98 | FC Emmen        | Eerste divisie | 2          | 0          | 1     | 0     | —              | —              | 3      | 0      |
| 1996/97 | FC Emmen        | Eerste divisie | 4          | 1          | 0     | 0     | —              | —              | 4      | 1      |
| 1995/96 | Heracles Almelo | Eerste divisie | 0          | 0          | 1     | 1     | —              | —              | 1      | 1      |
| 1994/95 | Heracles Almelo | Eerste divisie | 0          | 0          | 3     | 2     | —              | —              | 3      | 2      |
| 1993/94 | FC Twente       | Eredivisie     | 17         | 0          | 1     | 1     | —              | —              | 18     | 1      |
| 1992/93 | FC Twente       | Eredivisie     | 3          | 0          | 1     | 0     | —              | —              | 4      | 0      |
| 1991/92 | FC Twente       | Eredivisie     | 9          | 1          | 0     | 0     | —              | —              | 9      | 1      |
| Totaal  | Totaal          | Totaal         | 145        | 4          | 13    | 4     | 0              | 0              | 158    | 8      |